# اسکوکی (ایلینوی)
اسکوکی (به انگلیسی: Skokie) یک روستا در ایالات متحده آمریکا است که در شهرستان کوک (ایلینوی) واقع شده‌است. اسکوکی ۲۶٫۰۷ کیلومتر مربع مساحت و ۶۴٬۷۸۴ نفر جمعیت دارد.